# Khwadja Altaf Husayn Hali
Khwadja Altaf Husayn Hali (Panipat o Hali 1837-1914) fou un notable poeta en urdú. Va publicar part del seu diwan el 1893. Va escriure diverses obres sobre poetes en urdú. La seva obra principal fou Misaddas-i maddo djar-i Islam coneguda com a Musaddas-i Hadi, composta el 1879. Va estudiar els darrers anys de la seva vida pensionat per l'estat d'Hyderabad fins que va morir el 1914.